# Sphinx grisea
Sphinx grisea är en fjärilsart som beskrevs av Adolf G. Closs. Sphinx grisea ingår i släktet Sphinx och familjen svärmare. Inga underarter finns listade i Catalogue of Life.